# ルアン (漫画)
『ルアン』(Luann)は、Greg Evans作の米国の新聞漫画。ピッツ高校に通うティーンエージャーのルアンとルアンの家族や友人の日常を描く。なお、ピッツ高校は架空の高校であり、所在地等は明かされていない。

## 登場人物
ルアン (Luann DeGroot)
この漫画の主人公。
フランク (Frank DeGroot)
ルアンの父親。
ナンシー (Nancy DeGroot)
ルアンの母親。
ブラッド (Brad DeGroot)
ルアンの兄。現在は消防士。
バーニス (Bernice Halper)
ルアンの親友。
デルタ (Delta James)
ルアンの親友。
ガンサー (Gunther Berger)
ルアンの同級生。ルアンに片思い中。
ニュート (Knute)
ルアンの同級生。ガンサーの親友。
ティファニー (Tiffany Farrell)
ルアンの同級生。美人だが性格が悪い。
クリスタル (Crystal)
ティファニーの親友。
フォガーティ (Mr. Fogarty)
ピッツ高校の歴史教師。
フェルプス (Miss Phelps)
ピッツ高校のスクールカウンセラー。
T.J.
ブラッドの親友。
トニ (Toni Daytona)
ブラッドの同僚。ブラッドとは恋人未満の微妙な関係。
ダーク (Dirk)
トニの元恋人。
ホーナー (Mrs. Horner)
フランクとナンシーに家を売った老婦人。
アーロン (Aaron Hill)
ルアンの想い人。現在はハワイ在住。
ベン (Ben Halper)
バーニスの兄。イラクに派兵されている軍人。
パドルス (Puddles)
ルアンの犬。名前の由来（水溜りの意）はおもらしをしたことから。
キャドルス(Cuddles)
猫。ルアンが飼っていたがフランクの猫アレルギーによりホーナーに引き取られることに。